# 教育路 (珠海)
教育路是中國珠海市香洲區的一條东西走向的一般道路，位於狮山路及夏美路以西，凤凰北路以东。全長523米，寬7米，单向两车道行驶。

## 历史与特色
道路于1960年代建成，因道路北侧是珠海渔民中学（即珠海市紫荆中学前身），1965年珠海县政府以教育之意命名，直至现今。道路两侧有家具店、五金店和一些民宅。

## 与之交汇道路
道路顺序由西往东排列，粗体字为主干道
- 狮山路、夏美路
- 福寿街
- 幸福路
- 吉祥街
- 凤凰北路